# Wivi Lönn
Olivia Mathilda ”Wivi” Lönn, född 20 maj 1872 i Tammerfors, död 27 december 1966 i Helsingfors, var en finländsk arkitekt och Finlands första kvinnliga arkitekt som grundade en egen arkitektbyrå. En stor del av hennes produktion omfattar skolbyggnader runt om i Finland. 

## Karriär
Wivi Lönns karriär kan delas in i tre delar. Den första tiden, börjandes från år 1898, jobbade hon i sin hemstad Tammerfors med sina lärare i arkitektbyråerna Tarjanne och Nyström. Då hon jobbade i Tarjannes byrå deltog hon i ritandet av Finlands nationalteater. Många av Lönns studiekamrater jobbade hos Nyström. En av dem var Armas Lindgren, som hon samarbetat med flera gånger. I början av 1900-talet grundade hon en egen arkitektbyrå. 
Wivi Lönns bror Wille Lönn lockade sin syster att flytta till Jyväskylä. Hon flyttade in år 1911 i ett hus som hon själv ritat. I Jyväskylä planerade hon närmare 20 stycken andra bostadshus i stadsdelen hon bodde i. Det andra skedet i hennes karriär tog slut då hon flyttade till Brändö utanför Helsingfors år 1918. 
I Helsingfors koncentrerade Lönn sig på att göra stora beställningsarbeten. Hon ritade flera bostadshus i Säynätsalo nära Jyväskylä och gjorde upp en stadsplan för ett egnahemshusområde i samma kommun. Wivi Lönn slutade nästan helt och hållet att jobba som arkitekt då byggnadsstilen övergick från jugend till funktionalism.

### Egna arbeten

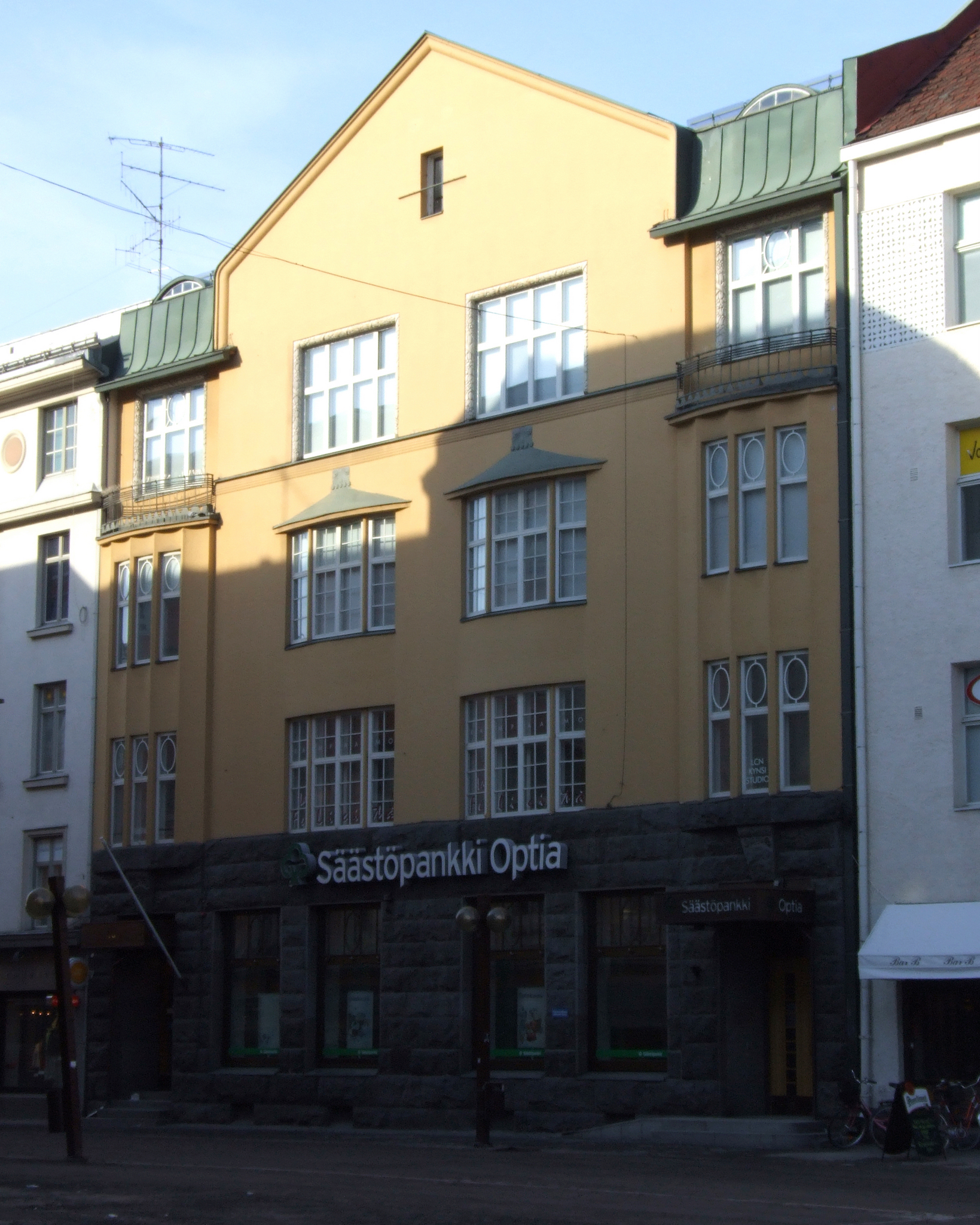
Sparbanksbyggnad på Kirkkokatu 10 i Uleåborg.

#### Före 1910
- Hämeenpuisto skola, Tammerfors (1902)
- Talouskoulu skola, Tammerfors (1902–1904)
- Kuokkala herrgård, Jyväskylä (1904)
- Aleksanteri folkskola, Tammerfors (1906)
- Keski-Suomen Kirjailijatalo, Jyväskylä (1906)
- Tammerfors brandstation, Tammerfors (1907)
- Nuoliala folkskola, Birkala (1907)
- Hushållsskolan, Karis (1907)
- Otava skola, Idensalmi (1908)
- Haihara trädgårdspaviljong, Tammerfors (1908) (riven)
- S:t Michels samskola, S:t Michel (1908–1909)
- Svenska samskolan, Åbo (1909)

#### 1910-talet
- Kirkkokatu 10, Uleåborg (1911)
- Sparbankens hus, Tammerfors (1911)
- Tammerfors handelsläroverk, Tammerfors (1911)
- Samlyceet, Raumo (1912)
- Joensuu friinstitut, Joensuu (1912)
- Stadens folkskola, Puistokoulu, Jyväskylä (1912)
- Samskolan, Rovaniemi (1914)
- Gamla stadsbiblioteket, nuv. Jyväskylä universitets administrationsbyggnad, Jyväskylä (1916)
- Keski-Pohjanmaa medborgarinstitut, Haapavesi (1917)
- Folkskolan, Nyslott (1917)

#### 1920–1940-talen
- Villa von Konov, Brändö, Helsingfors (1920)
- Byggnader för Verkatehdas, Tammerfors (1921–1923) (delvis rivna)
- Samskolan, Rovaniemi (1922)
- Lastentalo, Hyvinge (1923)
- Folkskolan, Nyslott (1926)
- NNKY:s hus (Hospitz), Nyslott (1930)
- Observatoriet, Nurmijärvi (1940–1941)
- Tähtelä observatorium, Sodankylä (1945)

### Gemensamma arbeten
- Sakala-korporationens hus, Tartu, Estland (1911), tillsammans med Armas Lindgren
- Nya Studenthuset, Helsingfors (1912), tillsammans med Armas Lindgren
- Estlands nationalopera, Tallinn, Estland (1913), tillsammans med Armas Lindgren
- NNKY:s hus (Hotell Helka), Helsingfors (1928), tillsammans med Aili Salli Ahde